# Edward Bootle-Wilbraham (1er comte de Lathom)
Pour les articles homonymes, voir Bootle (homonymie) et Wilbraham.
Edward Bootle-Wilbraham, 1er comte de Lathom (12 décembre 1837 - 19 novembre 1898), connu sous le nom de Lord Skelmersdale entre 1853 et 1880, est un homme politique conservateur britannique. Il est membre de toutes les administrations conservatrices entre 1866 et 1898, et sert notamment à trois reprises comme Lord Chambellan sous Lord Salisbury. Après avoir succédé à son grand-père comme baron Skelmersdale en 1853, il est créé comte de Lathom en 1880. 

## Jeunesse et éducation
Bootle-Wilbraham est né à Blythe Hall, Lathom, Lancashire, le fils de Richard Bootle-Wilbraham, député, fils aîné d'Edward Bootle-Wilbraham (1er baron Skelmersdale). Sa mère est Jessy, fille de Richard Brooke, 6e baronnet de Norton. Son père est décédé alors qu'Edward n'a que 7 ans et il est élevé par ses grands-parents à la maison voisine de Lathom. Il fait ses études au Collège d'Eton et à Christ Church, Oxford. Alors qu'il est étudiant à Oxford, il est initié à l'Apollo University Lodge No 357 et devient un franc-maçon actif. Il est nommé colonel honoraire du 11e (1er Preston) Lancashire Rifle Volunteer Corps le 9 novembre 1872. 

## Carrière politique
Bootle-Wilbraham succède à son grand-père en tant que deuxième baron Skelmersdale en 1853 et prend un siège à la Chambre des lords à son 21e anniversaire en 1858. Il sert sous le comte de Derby puis Benjamin Disraeli en tant que Lord-in-waiting de 1866 à 1868. En 1870, il devient whip en chef conservateur à la Chambre des lords. Il occupe de nouveau le poste sous Disraeli en tant que Capitaine des Yeomen de la Garde de 1874 à 1880, et est admis au Conseil privé en 1874. En 1880, il est créé comte de Lathom, dans le comté palatin de Lancastre. Lord Lathom exerce ensuite ses fonctions sous Lord Salisbury en tant que Lord Chambellan de 1885 à 1886, de 1886 à 1892, et de 1895 à 1898. En 1892, il est nommé Chevalier Grand-Croix de l'Ordre du Bain. 

## Famille
Lord Lathom épouse Alice Villiers, fille de George Villiers (4e comte de Clarendon), le 16 août 1860 Ils ont neuf enfants: 

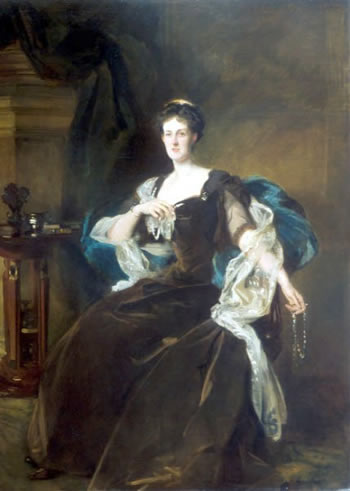
Wilma, comtesse de Lathom, épouse du 2e comte, par John Singer Sargent, 1904

- Edward George Bootle-Wilbraham, 2e comte de Lathom (1864–1910), épouse en 1889 Wilma Pleydell-Bouverie, fille de William Pleydell-Bouverie (5e comte de Radnor)[1]
- Villiers Richard Bootle-Wilbraham, né en 1867, marié en 1900 à Violet Inez de Romero.
- Reginald Francis Bootle-Wilbraham, né en 1875, marié en 1903 avec Lilian Mary Holt, fille du major William Lyster Holt
- Alice Maud Bootle-Wilbraham,
- Constance Adela Bootle-Wilbraham, mariée à Onorato Caetani, 14e duc de Sermoneta et 4e prince de Teano
- Bertha Mabel Bootle-Wilbraham, mariée en 1903 à Arthur Frederick Dawkins
- Edith Cecil Bootle-Wilbraham baptisée en janvier 1870. Décédé en 1899.
- Florence Mary Bootle-Wilbraham (décédée en 1944), épouse le très révérend William Cecil (évêque), évêque d'Exeter, fils de Robert Arthur Talbot Gascoyne-Cecil.

La comtesse de Lathom est décédée dans un accident de voiture en novembre 1897, à l'âge de 56 ans. Lord Lathom lui survit un an et est décédé en novembre 1898, à l'âge de 60 ans. Son fils aîné, Edward, Lord Skelmersdale, lui succède. 